# Joseph Rodman Drake
Pour les articles homonymes, voir Drake.
Joseph Rodman Drake, né à New York le 7 août 1795 et mort le 21 septembre 1820, est un poète américain. Ses poèmes les plus connus sont The Culprit Fay et The American Flag, dont Antonin Dvořák a tiré une cantate (Op. 102) en 1892-93.

## Œuvres
- The American Flag
- The Culprit Fay: and Other Poems (posthume, 1835)